# Petriés
Petriés, en grec moderne : Πετριές, est un village du dème de Kými-Alivéri, sur l'île d'Eubée, en Grèce.
Selon le recensement de 2011, la population de Petriés compte 223 habitants.